# Daman và Diu
Daman và Diu (tiếng Marathi: दमण आणि दीव, tiếng Gujarat: દમણ અને દિવ, tiếng Bồ Đào Nha: Damão e Diu) là một lãnh thổ liên bang của Ấn Độ. Cách nay 450 năm trước, vùng đất bao quanh bờ biển của Daman và Diu ven biển Ả Rập là một phần của Ấn Độ thuộc Bồ Đào Nha, cùng với Goa, Dadra và Nagar Haveli. Goa, Daman và Diu được sáp nhập vào Cộng hòa Ấn Độ vào ngày 19 tháng 12 năm 1961 bởi hành động quân sự; Bồ Đào Nha không cộng nhận việc Ấn Độ sáp nhập các lãnh thổ này cho đến năm 1974. Goa, Daman, và Diu được quản lý như một lãnh thổ liên bang duy nhất cho đến năm 1987, khi Goa giành được cương vị là bang, Daman và Diu trở thành một lãnh thổ liên bang riêng, mỗi vùng đất cấu thành là một trong hai quận của lãnh thổ liên bang.
Tiếng Marathi, Tiếng Gujarat và Tiếng Anh là ngôn ngữ chính thức và cũng là các ngôn ngữ chính. Việc sử dụng tiếng Bồ Đào Nha đang suy giảm vì ngôn ngữ này không còn có vai trò chính thức hay được giảng dạy trong trường học. Ngoài tiếng Bồ Đào Nha chuẩn, hai ngôn ngữ bồi dựa trên tiếng Bồ Đào Nha ở Daman và ở Diu cũng đang giảm. Việc sử dụng Tiếng Anh đang tăng lên với vài trò chính thức.

## Hành chính
Lãnh thổ chỉ gồm có 2 quận đúng như tên của mình
- Quận Diu, diện tích 40 km²
- Quận Daman, diện tích 72 km²